# Sachia Vickery
Sachia Vickery (Miramar, 11 mei 1995) is een tennisspeelster uit de Verenigde Staten van Amerika. Zij begon op zesjarige leeftijd met tennis. Haar favoriete ondergrond is hardcourt en gras.

## Loopbaan
In 2013 kreef zij een wildcard voor het US Open in het enkelspel – zij versloeg de Kroatische kwalificante Mirjana Lučić-Baroni en drong door tot de tweede ronde. In 2015 kreeg zij een wildcard voor het gemengd dubbelspel van het US Open, samen met landgenoot Frances Tiafoe – zij bereikten er de tweede ronde. In 2017 kreeg zij weer een wildcard, nu voor het vrouwendubbelspel van het US Open samen met landgenote Jacqueline Cako – ook deze keer had zij succes in haar openingspartij.

## Posities op deWTA-ranglijst
Positie per einde seizoen:
| jaar | rang enkelspel | rang dubbelspel |
| ---- | -------------- | --------------- |
| 2011 | 420            | 773             |
| 2012 | 389            | 745             |
| 2013 | 190            | 396             |
| 2014 | 195            | 379             |
| 2015 | 130            | 380             |
| 2016 | 141            | 1250            |
| 2017 | 116            | 337             |
| 2018 | 96             | 363             |
| 2019 | 158            | 253             |

## Resultaten grote toernooien
| Legenda | Legenda                          |
| ------- | -------------------------------- |
| g.t.    | geen toernooi gehouden           |
| l.c.    | lagere categorie                 |
| –       | niet deelgenomen                 |
| G       | uitgeschakeld in de groepsfase   |
| 1R      | uitgeschakeld in de eerste ronde |
| 2R      | uitgeschakeld in de tweede ronde |
| 3R      | uitgeschakeld in de derde ronde  |
| 4R      | uitgeschakeld in de vierde ronde |
| KF      | uitgeschakeld in de kwartfinale  |
| HF      | uitgeschakeld in de halve finale |
| F       | de finale verloren               |
| W       | het toernooi gewonnen            |
| w-v     | winst/verlies-balans             |

### Enkelspel
| toernooi            | 2013 | 2014 | 2015 | 2016 | 2017 | 2018 | 2019 |
| ------------------- | ---- | ---- | ---- | ---- | ---- | ---- | ---- |
| grandslamtoernooien |      |      |      |      |      |      |      |
| Australian Open     | –    | 1R   | –    | –    | –    | –    | 2R   |
| Roland Garros       | –    | –    | –    | 1R   | –    | 1R   | –    |
| Wimbledon           | –    | –    | 1R   | –    | –    | 2R   | –    |
| US Open             | 2R   | –    | 1R   | –    | 2R   | 1R   | –    |
| Premier Mandatory   |      |      |      |      |      |      |      |
| Indian Wells        | –    | –    | 2R   | –    | –    | 3R   | 1R   |
| Miami               | –    | –    | –    | –    | –    | –    |      |
| Madrid              | –    | –    | –    | –    | –    | –    |      |
| Peking              | –    | –    | –    | –    | –    | –    |      |
| Premier Five        |      |      |      |      |      |      |      |
| Dubai/Doha          | –    | –    | –    | –    | –    | –    | –    |
| Rome                | –    | –    | –    | –    | –    | –    |      |
| Montreal/Toronto    | –    | –    | –    | –    | 1R   | –    |      |
| Cincinnati          | –    | –    | –    | –    | –    | –    |      |
| Tokio/Wuhan         | –    | –    | –    | –    | –    | –    |      |
| olympisch           |      |      |      |      |      |      |      |
| Olympische Spelen   | g.t. | g.t. | g.t. | –    | g.t. | g.t. | g.t. |
| statistieken        |      |      |      |      |      |      |      |
| titels per jaar     | 0    | 0    | 0    | 0    | 0    | 0    | 0    |
| eindejaarsranking   | 190  | 195  | 130  | 141  | 116  | 96   | 158  |

### Vrouwendubbelspel
| toernooi        | 2013 |    | 2017 | 2018 |
| --------------- | ---- | -- | ---- | ---- |
| Australian Open | –    | –  | –    |      |
| Roland Garros   | –    | –  | –    |      |
| Wimbledon       | –    | –  | 2R   |      |
| US Open         | 1R   | 2R | 1R   |      |

### Gemengd dubbelspel
| toernooi        | 2015 | 2016 |
| --------------- | ---- | ---- |
| Australian Open | –    | –    |
| Roland Garros   | –    | –    |
| Wimbledon       | –    | –    |
| US Open         | 2R   | 1R   |